# Apseudes misarai
Apseudes misarai är en kräftdjursart som beskrevs av Mihai Bacescu 1981. Apseudes misarai ingår i släktet Apseudes och familjen Apseudidae. Inga underarter finns listade i Catalogue of Life.